# Oczami dziecka - Felicja z Poznania
Oczami dziecka - Felicja z Poznania – polski film dokumentalny w reżyserii Marka Hendrykowskiego, Mikołaja Jazdona i Krzysztofa Kozłowskiego. Premiera odbyła się w poznańskim kinie "Muza".

## Fabuła
Film opowiada o Felicji Brym, poznańskiej Żydówce, która w czasie drugiej wojny światowej uciekła z warszawskiego getta do Gowarzewa. Tam zaopiekowało się nią małżeństwo Kazimierz i Leokadia Srokowie (oznaczeni potem tytułem Sprawiedliwy wśród Narodów Świata). W 1956 roku wyemigrowała do Izraela, a od 1960 mieszkała w Stanach Zjednoczonych.
Film śledzi historię powrotu bohaterki do miejsc, w których przebywała w czasie wojny, lub które ją ukształtowały: Warszawa, Poznań, Gowarzewo, Wrocław, Szczecin, czy cmentarz w Tulcach, gdzie spoczywa małżeństwo Sroków.